# Lise Arsenault
Lise Isabelle Arsenault-Goezrtz (Cartierville, 14 de dezembro de 1954) é uma ex-ginasta, que competiu em provas de ginástica artística pelo Canadá.
Arsenault fez parte da equipe canadense que disputou os Jogos Pan-americanos de Cali, na Colômbia em 1971. Na ocasião, conquistou a medalha de bronze coletiva, ao ter a nação superada pelas estadunidenses e cubanas. Nos aparelhos, em prova vencida pela norte-americana Linda Metheny, empatou na terceira colocação com a compatriota Jennifer Diachun e a também estadunidense Roxanne Pierce. Ao longo da carreira, compôs a equipe canadense que disputou os Jogos Olímpicos de Munique e as Olimpíadas de Montreal, nos quais atingiu como melhor colocação, a 11ª e a nona posição, respectivamente, nos eventos coletivos.